# کفشهایم کو؟
کفشهایم کو؟ فیلمی به کارگردانی کیومرث پوراحمد، نویسندگی کیومرث پوراحمد و فرید مصطفوی و تهیه‌کنندگی سید علی قائم‌مقامی محصول سال ۱۳۹۴ است.
این فیلم در تاریخ ۲۶ اسفند ۱۳۹۴ در سینماهای ایران اکران شده‌است.

## داستان
حبیب کاوه (رضا کیانیان) کارخانه دار قدیمی مبتلا به بیماری آلزایمر است. خانواده اش او را ترک نموده اند اما با بازگشت دخترش به ایران اتفاقاتی می افتد ...

## بازیگران
- رضا کیانیان در نقش حبیب کاوه
- رؤیا نونهالی در نقش پریناز
- مجید مظفری در نقش هادی کاوه
- بهاره کیان‌افشار در نقش بهاره
- مینا وحید در نقش بیتا کاوه
- راشین ربی
- منصوره وافری

## جوایز
- لوح سپاس از دهمین جشن منتقدان و نویسندگان سینمایی ایران در سال ۱۳۹۵ به سید علی قائم مقامی برای تهیه فیلم کفشهایم کو؟

## سی و چهارمین دوره جشنواره فیلم فجر
| قسمت                      | نامزد       | نتیجه    | جایزه        |
| ------------------------- | ----------- | -------- | ------------ |
| بهترین بازیگر نقش اول مرد | رضا کیانیان | نامزدشده | سیمرغ بلورین |